# ジョアン・ムニス
ジョアン・アントニオ・ナシメント・ムニス（João António Nascimento Muniz, 2005年6月26日 - ）は、ポルトガル・リベイラ・ブラーヴァ出身のサッカー選手。 プリメイラ・リーガ・スポルティング・クルーベ・デ・ポルトゥガル所属。ポジションはDF。

## 経歴
2021年1月18日、育成枠契約を締結した。11月29日、プロ契約を結んだ。
2023年9月1日、契約を2028年まで延長し。併せて移籍金が6000万ユーロに設定された。
2024年2月、移籍期間終了直前の1月末にドイツのバイエル・レバークーゼンから1000万ユーロでの獲得オファーがあったものの、スポルティングのスポーツディレクターであるウーゴ・ヴィアナが拒否し交渉が決裂したことがポルトガルのスポーツ紙 「O Jogo」で報じられた。8月、オランダのフェイエノールトから1000万ユーロでのレンタル移籍オファーが届くも、完全移籍を望むスポルティング側の意向と合わず交渉が決裂した。
同年9月2日、リオ・アヴェFCへの期限付き移籍を発表した。
2025年2月3日、移籍期間満了に伴いスポルティングに復帰。

## 代表歴
2022年2月11日、ドイツ U-17代表戦にて先発出場し代表デビュー。以降も世代別代表に継続して招集されている。2024年10月11日、U-20 エリートリーググループステージトルコ U-20代表戦にて代表初ゴールを記録。

## 個人成績
| 国内大会個人成績 | 国内大会個人成績 | 国内大会個人成績 | 国内大会個人成績 | 国内大会個人成績 | 国内大会個人成績 | 国内大会個人成績 | 国内大会個人成績 | 国内大会個人成績 | 国内大会個人成績 | 国内大会個人成績 | 国内大会個人成績 |
| 年度             | クラブ           | 背番号           | リーグ           | リーグ戦         | リーグ戦         | リーグ杯         | リーグ杯         | オープン杯       | オープン杯       | 期間通算         | 期間通算         |
| 年度             | クラブ           | 背番号           | リーグ           | 出場             | 得点             | 出場             | 得点             | 出場             | 得点             | 出場             | 得点             |
| ポルトガル       | ポルトガル       | ポルトガル       | ポルトガル       | リーグ戦         | リーグ戦         | リーグ杯         | リーグ杯         | ポルトガル杯     | ポルトガル杯     | 期間通算         | 期間通算         |
| ---------------- | ---------------- | ---------------- | ---------------- | ---------------- | ---------------- | ---------------- | ---------------- | ---------------- | ---------------- | ---------------- | ---------------- |
| 23-24            | スポルティング   | 43               | プリメイラ       | 0                | 0                | 0                | 0                | 0                | 0                | 0                | 0                |
| 24-25            | リオ・アヴェ     | 43               | プリメイラ       | 0                | 0                | 0                | 0                | 0                | 0                | 0                | 0                |
| 24-25            | スポルティング   | 43               | プリメイラ       | 0                | 0                | 0                | 0                | 0                | 0                | 0                | 0                |
| 総通算           | 総通算           | 総通算           | 総通算           | ⠀                | ⠀                | ⠀                | ⠀                | ⠀                | ⠀                | ⠀                |                  |